# Ingeniero Giagnoni
Ingeniero Giagnoni es una localidad y distrito del departamento Junín, en la provincia de Mendoza, Argentina.

## Población
Contaba con 587 habitantes (Indec, 2001), lo que representa un incremento del 26% frente a los 466 habitantes (Indec, 1991) del censo anterior.

## Parroquias de la Iglesia católica en Ingeniero Giagnoni
| Arquidiócesis | Mendoza           |
| ------------- | ----------------- |
| Parroquia     | María Auxiliadora |